# 1911-es Giro d’Italia
Az 1911-es Giro d’Italia volt a 3. olasz kerékpáros körverseny. Május 15-én kezdődött és június 6-án ért véget. A verseny 12 szakaszból állt, ezek össztávja 3530 km volt. A végső győztes az olasz Carlo Galetti lett.

## Szakaszok
| Szakasz     | Időpont  | Rajt – Cél        | type | Hossz (km) | Szakaszgyőztes      | Összetett első      |
| ----------- | -------- | ----------------- | ---- | ---------- | ------------------- | ------------------- |
| 1. szakasz  | máj. 15. | Róma – Firenze    |      | 394,1      | Carlo Galetti       | Carlo Galetti       |
| 2. szakasz  | máj. 17. | Firenze – Genova  |      | 261,5      | Vincenzo Borgarello | Giovanni Rossignoli |
| 3. szakasz  | máj. 19. | Genova – Oneglia  |      | 274,9      | Giovanni Rossignoli | Giovanni Rossignoli |
| 4. szakasz  | máj. 21. | Oneglia – Mondovì |      | 190,3      | Carlo Galetti       | Giovanni Rossignoli |
| 5. szakasz  | máj. 23. | Mondovì – Torino  |      | 302        | Lucien Petit-Breton | Giovanni Rossignoli |
| 6. szakasz  | máj. 25. | Torino – Milánó   |      | 236,2      | Giuseppe Santhià    | Carlo Galetti       |
| 7. szakasz  | máj. 27. | Milánó – Bologna  |      | 394        | Dario Beni          | Carlo Galetti       |
| 8. szakasz  | máj. 29. | Bologna – Ancona  |      | 283,4      | Lauro Bordin        | Carlo Galetti       |
| 9. szakasz  | máj. 31. | Ancona – Sulmona  |      | 218,7      | Ezio Corlaita       | Lucien Petit-Breton |
| 10. szakasz | jún. 2.  | Sulmona – Bari    |      | 363,1      | Carlo Galetti       | Carlo Galetti       |
| 11. szakasz | jún. 4.  | Bari – Pompei     |      | 345,2      | Alfredo Sivocci     | Carlo Galetti       |
| 12. szakasz | jún. 6.  | Nápoly – Róma     |      | 266,9      | Ezio Corlaita       | Carlo Galetti       |

## Végeredmény
|    | Versenyző           | Pont                      |
| -- | ------------------- | ------------------------- |
| 1  | Carlo Galetti       | 132 óra 24' 00″ – 50 pont |
| 2  | Giovanni Rossignoli | 58 pont                   |
| 3  | Giovanni Gerbi      | 84 pont                   |
| 4  | Giuseppe Santhià    | 86 pont                   |
| 5  | Ezio Corlaita       | 89 pont                   |
| 6  | Dario Beni          | 93 pont                   |
| 7  | Alfredo Sivocci     | 95 pont                   |
| 8  | Eberardo Pavesi     | 96 pont                   |
| 9  | Giuseppe Contesini  | 111 pont                  |
| 10 | Gina Brizzi         | 112 pont                  |